# 里浦町粟津
里浦町粟津（さとうらちょうあわづ）は、徳島県鳴門市の大字。郵便番号は772-0022。

## 地理
鳴門市の南東部に位置する。西は撫養川をもって大津町長江に接し、東は里浦町里浦に接し、北は撫養町立岩に接する。南西端に徳島県道184号粟津港撫養線が通じる。ほとんどが農業地域。南部に集落がある。
農業は砂地畑で食用甘藷とダイコンの二毛作が行われ、裏作のダイコンは昭和41年に秋冬ダイコンの野菜指定産地に指定されている。漁業は主にワカメ養殖が行われ、鳴門わかめとして出荷されている。

### 河川
- 旧吉野川
- 撫養川

### 小字
- 堤外
- 中島
- 西浜
- 西開

## 歴史
江戸期から町村制が施行された明治22年にかけては板東郡および板野郡の村であった。寛文4年より板野郡に属す。明治22年に同郡里浦村の大字となった。昭和22年3月には鳴南市、同年5月より現在の鳴門市の字名となる。

## 世帯数と人口
2022年（令和4年）7月31日現在の世帯数と人口は以下の通りである。
| 町丁       | 世帯数  | 人口  |
| ---------- | ------- | ----- |
| 里浦町粟津 | 218世帯 | 479人 |

## 小・中学校の学区
市立小・中学校に通う場合、学区は以下の通りとなる。
| 番地 | 小学校             | 中学校             |
| ---- | ------------------ | ------------------ |
| 全域 | 鳴門市立里浦小学校 | 鳴門市立第二中学校 |

## 施設
- 鳴門市公設地方卸売市場

## 交通

### 道路
都道府県道
- 徳島県道184号粟津港撫養線
- 徳島県道185号粟津港線

### バス
鳴門市地域バス
- 粟津